# Bussana Vecchia
Bussana Vecchia är en liten stad och en frazione i kommunen Sanremo i Ligurien i nordvästra Italien. 
År 1887 drabbades staden av en jordbävning. Staden förstördes, och myndigheterna beslutade att uppföra en ny stad i närheten, Bussana Nuova. På 1960-talet kom det konstnärer och hippies dit, och de byggde upp staden igen. Idag är staden ett turistmål. Det finns några kaféer och övernattningsmöjligheter.